# Lusia Harris
Lusia Harris, född 10 februari 1955 i Minter City, Tallahatchie County, Mississippi, död 18 januari 2022 i Greenwood, Mississippi, var en amerikansk basketspelare som tog OS-silver 1976 i Montréal. Detta var första gången damerna fick delta i baskettävlingarna vid olympiska sommarspelen, och således USA:s första OS-medalj i dambasket. Harris har bland annat spelat för San Francisco Warriors.